# Hippocampus borboniensis
 Hippocampus borboniensis és una espècie de peix de la família dels singnàtids i de l'ordre dels singnatiformes.

## Morfologia
Els mascles poden assolir els 14 cm de longitud total.

## Distribució geogràfica
Es troba a Maurici, Reunió i a la costa est de l'Àfrica meridional.